# Kasba Tadla
Kasba Tadla (àrab: قصبة تادلة, Qaṣbat Tādla; amazic: ⵇⵚⴱⵜ ⵜⴰⴷⵍⴰ) és un municipi de la província de Béni Mellal, a la regió de Béni Mellal-Khénifra, al Marroc. Segons el cens de 2014 tenia una població total de 47.343 persones.

## Història
Tadla és un nom amazic que vol dir ram de blat. La ciutat fou presa pels Banu Ifran a començaments del segle xi, i en 1068 va caure en mans dels almoràvits.